# Sagar Pragati
Sagar Pragati – самопідіймальна бурова установка. Одна з перших установок у флоті індійської компанії Oil and Natural Gas Corporation (ONGC).
Судно спорудили в 1981 році на французькій верфі CFEM Offshore Dunqerque. За своїм архітектурно-конструктивним типом воно відносилось до самопідіймальних (jack-up) та належало до типу T-2000-C. Судно могло вести буріння при глибинах моря до 91 метра та споруджувати свердловини довжиною 6,1 км.
«Sagar Pragati» використовували як бурову установку більше трьох десятків років.
В 2013-му уклали угоду на переобладнання «Sagar Pragati» у мобільну видобувну платформу, що повинна забезпечувати розробку дрібних родовищ із запасами, які недостатні для встановлення стаціонарних споруд. Роботи мала виконати верф Pipavav Shipyard, власник якої потрапив у процедуру банкрутства. Як наслідок, реалізація проекту затягнулась на багато років і станом на весну 2022-го було невідомо про якісь зрушення.